# Choi Bo-gun
Choi Bo-gun (* 28. August 1991) ist ein südkoreanischer Snowboarder. Er startet in den Paralleldisziplinen.

## Werdegang
Bo-gun startete im Dezember 2007 in Haus im Ennstal erstmals im Europacup und belegte dabei den 69. Platz im Riesenslalom. Bei den Snowboard-Weltmeisterschaften 2009 in Gangwon errang er den 46. Platz im Parallelslalom und den 40. Platz im Parallel-Riesenslalom. Sein Debüt im Snowboard-Weltcup hatte er im März 2010 in Chiesa in Valmalenco, welches er auf dem 36. Platz im Parallel-Riesenslalom. Bei den Snowboard-Weltmeisterschaften 2011 in La Molina kam er den 34. Platz im Parallel-Riesenslalom und auf den 27. Platz im Parallelslalom. Im Januar 2013 errang er bei den Snowboard-Weltmeisterschaften 2013 in Stoneham den 51. Platz im Parallel-Riesenslalom und den 36. Platz im Parallelslalom. In der Saison 2014/15 gewann er bei der Winter-Universiade 2015 in Sierra Nevada die Silbermedaille im Parallel-Riesenslalom. Bei den Snowboard-Weltmeisterschaften 2015 am Kreischberg gelang ihn bei der 30. Platz im Parallelslalom und der 23. Platz im Parallel-Riesenslalom. In der Saison 2016/17 errang er im Europacup jeweils einmal den dritten, den zweiten und ersten Platz und gewann damit die Parallel-Riesenslalomwertung. Bei den Winter-Asienspielen 2017 in Sapporo gewann er die Silbermedaille im Riesenslalom. Im März 2017 erreichte er in Kayseri mit dem dritten Platz im Parallel-Riesenslalom seine erste Podest und Top-Zehn-Platzierung im Weltcup. Beim Saisonhöhepunkt den Snowboard-Weltmeisterschaften 2017 in Sierra Nevada kam er auf den 18. Platz im Parallelslalom und auf den 17. Platz im Parallel-Riesenslalom. Im folgenden Jahr errang er bei den Olympischen Winterspielen in Pyeongchang den 26. Platz im Parallel-Riesenslalom. Bei den Weltmeisterschaften 2019 in Park City fuhr er auf den 39. Platz im Parallel-Riesenslalom und auf den 24. Rang im Parallelslalom. Bei den Snowboard-Weltmeisterschaften 2021 in Rogla fuhr er auf den 35. Platz im Parallel-Riesenslalom und auf den 24. Rang im Parallelslalom.
Bo-gun startete bisher bei 71 Weltcuprennen. Dabei erreichte er zweimal eine Top-10-Platzierung (Stand: 22. Dezember 2022).

## Teilnahmen an Weltmeisterschaften und Olympischen Winterspielen

### Olympische Winterspiele
- 2018 Pyeongchang: 26. Platz Parallel-Riesenslalom

### Snowboard-Weltmeisterschaften
- 2009 Gangwon: 40. Platz Parallel-Riesenslalom, 46. Platz Parallelslalom
- 2011 La Molina: 27. Platz Parallelslalom, 34. Platz Parallel-Riesenslalom
- 2013 Stoneham: 36. Platz Parallelslalom, 51. Platz Parallel-Riesenslalom
- 2015 Kreischberg: 23. Platz Parallel-Riesenslalom, 30. Platz Parallelslalom
- 2017 Sierra Nevada: 17. Platz Parallel-Riesenslalom, 18. Platz Parallelslalom
- 2019 Park City: 24. Platz Parallelslalom, 39. Platz Parallel-Riesenslalom
- 2021 Rogla: 24. Platz Parallelslalom, 35. Platz Parallel-Riesenslalom

## Weltcup-Gesamtplatzierungen
| Saison  | Parallel | Parallel | Parallel-Riesenslalom | Parallel-Riesenslalom | Parallelslalom | Parallelslalom |
| Saison  | Punkte   | Platz    | Punkte                | Platz                 | Punkte         | Platz          |
| ------- | -------- | -------- | --------------------- | --------------------- | -------------- | -------------- |
| 2009/10 | 20       | 78.      | -                     | -                     | -              | -              |
| 2010/11 | 46       | 58.      | -                     | -                     | -              | -              |
| 2011/12 | 55       | 58.      | -                     | -                     | -              | -              |
| 2012/13 | 16       | 76.      | 16                    | 70.                   | -              | -              |
| 2013/14 | -        | -        | -                     | -                     | -              | -              |
| 2014/15 | -        | -        | -                     | -                     | -              | -              |
| 2015/16 | 84       | 45.      | 40                    | 43.                   | 44             | 46.            |
| 2016/17 | 856,6    | 26.      | 798,6                 | 22.                   | 58             | 46.            |
| 2017/18 | 257      | 46.      | 133                   | 46.                   | 124            | 40.            |
| 2018/19 | 926,8    | 29.      | 814                   | 25.                   | 112,8          | 42.            |
| 2019/20 | 159      | 48.      | 90,9                  | 51.                   | 68,1           | 38.            |
| 2020/21 | 6        | 47.      | -                     | -                     | 6              | 41.            |